# Bessie Smith
Bessie Smith (Chattanooga, 15 aprile 1894 – Clarksdale, 26 settembre 1937) è stata una cantante statunitense.
Viene considerata la più popolare e talentuosa cantante blues e jazz degli anni venti e anni trenta. Venne soprannominata l'Imperatrice del Blues per la sua voce elegante e imponente che influenzò la musica americana successiva. Era anche una ballerina, un'attrice comica e una mima.
Artiste come Annette Hanshaw, Billie Holiday, Ella Fitzgerald, Mahalia Jackson, Janis Joplin e Norah Jones si sono ispirate a lei e alla sua arte.

## Biografia

### Gli esordi
Bessie Smith trascorse i primi anni di vita in una condizione di miseria. Il padre, un predicatore della Chiesa Battista, morì, lasciando nell'indigenza la moglie e sette figli piccoli. La giovane Bessie si diede al canto come fonte di sostentamento materiale, ma ben presto, nel 1912, divenne una professionista in una compagnia che metteva in scena spettacoli vaudeville e in cui si esibiva anche “Ma” Rainey. Passò poi a un'altra troupe, sempre insieme alla cantante, e fece la gavetta per diversi anni girando gli Stati del Sud assieme a varie compagnie. Nel 1921 fu scritturata per un'esibizione allo Standard Theatre di Filadelfia, e l'anno successivo cantò con l'orchestra di Charlie Johnson ad Atlantic City.

### Il successo
Da quel momento la sua carriera parve essere in ascesa. Alcuni suoi provini presso case discografiche dettero però risultati deludenti, così la Smith ripiegò su una compagnia di artiste di colore che era in predicato di raggiungere brillanti risultati, ma ne venne allontanata per dissidi con il direttore artistico. Era il 1923, anno in cui la cantante, assieme al marito Jack Gee, decise di trasferirsi a New York e andò a risiedere nel quartiere di Harlem. Nello stesso anno, grazie anche all'intervento di Clarence Williams, fu convocata negli studi della Columbia Records per la proposta di un ingaggio. Dopo un inizio incerto Bessie Smith sfoderò la sua classe registrando Down Hearted Blues, un disco che ebbe un successo strepitoso vendendo in pochi mesi quasi 800 000 copie, che per l'epoca era un numero clamoroso. Sulla scia del trionfo la cantante andò poi in tournée, suscitando grande entusiasmo nel pubblico, e i tour non si limitarono più agli Stati del Sud ma toccarono anche le principali città statunitensi del nord-est.

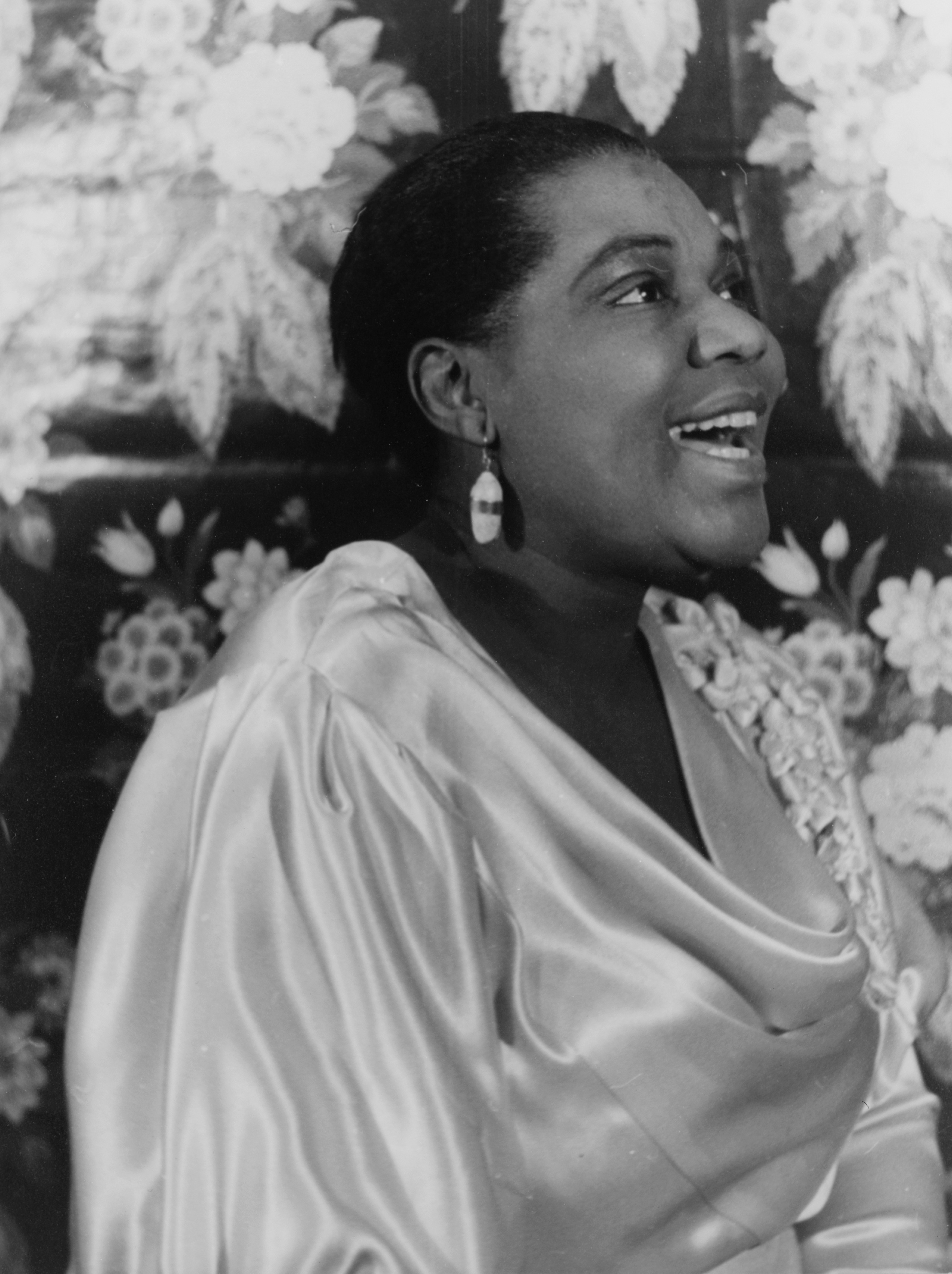
Bessie Smith nel 1936

Alle tournée alternò qualche breve momento di pausa nella casa di Filadelfia, spettacoli vaudeville, esibizioni nei club e il lavoro in studio di registrazione nella stessa città. Incise pezzi originali ma anche composizioni che facevano parte del repertorio di altre colleghe: Beale Street Mama e Aggravatin' papa di Lucile Hegamin, Graveyard blues di Ida Cox, Moonshine Blues e Bo-weavil Blues di “Ma” Rainey. Inoltre, con l'aiuto dei musicisti del suo entourage – James P. Johnson, Fred Longshaw, Porter Grainger, Clarence Williams e Fletcher Henderson (il pianista che aveva accompagnato la voce di Bessie Smith nel suo primo successo discografico) – ripescò melodie tratte dalla ricca tradizione dei neri d'America rielaborandole attraverso il filtro della sua forte personalità. Ottenne così un vasto consenso di pubblico, inaspettatamente trasversale negli stati meridionali dove la cantante era molto apprezzata anche dagli ascoltatori bianchi. Continuava con le esibizioni legate al circuito TOBA (Theatre Owner's Booking Association) e si susseguivano le incisioni con jazzisti di rango, fra i quali Fletcher Henderson e Louis Armstrong. La cantante era diventata l'artista di colore più pagata al mondo.
Bessie Smith era estremamente versatile; i suoi spettacoli la vedevano non soltanto cantare ma anche ballare, mimare, recitare, indossando vestiti sgargianti e collane di perle abbinate a piume di struzzo. Harlem Frolics fu uno show che ebbe centinaia di migliaia di spettatori; quello successivo, Mississippi Days, la vedeva interpretare un altro celebre successo, Empty Bed Blues. Altri spettacoli seguirono nel 1929, con esiti alterni: Streamboat Days, Late Hour Dances e Midnight Steppers riscossero il favore del pubblico, mentre Pansy si rivelò un insuccesso. Nello stesso anno, diretta da Dudley Murphy, l'artista fu tra gli interpreti del cortometraggio St. Louis Blues.

### Il tramonto
Il declino della Smith fu in parte conseguenza della crisi economica e del crollo di Wall Street, che nel biennio 1930-31 mise in ginocchio il mercato dei race records e cancellò le attività artistiche in cui la cantante era cresciuta. Sparì la richiesta per il blues, sparirono il vaudeville e le riviste, soppiantate dal cinema sonoro, e la cantante scivolò lentamente verso il tramonto, lontana dalle luci della ribalta e dai fasti degli anni precedenti. Solo nel 1933 John Hammond la volle per un'incisione destinata al mercato britannico. Per l'ultima volta Bessie si trovò in sala di registrazione assieme a strumentisti jazz di valore sui quali emerge Benny Goodman, e in quell'occasione sfoggiò la sua grinta canora in quattro pezzi rimasti celebri: Gimme a Pigfoot, Do Your Duty, Take Me for a Buggy Ride e Down in the Dumps.
La cantante fece poi qualche rara apparizione in teatro e partecipò allo spettacolo Hot from Harlem, ma per il resto furono mesi segnati dall'oblio e dall'alcool, fino all'inizio del 1936, anno in cui le fu offerta l'opportunità di sostituire per un paio di mesi al Connie's Inn di Harlem la cantante Billie Holiday, ferma per problemi di salute. Ancora una volta la Smith dette prova del proprio valore, ricevendo la stima di musicisti e appassionati di jazz ai quali regalò una straordinaria serata speciale al club Famous Door.

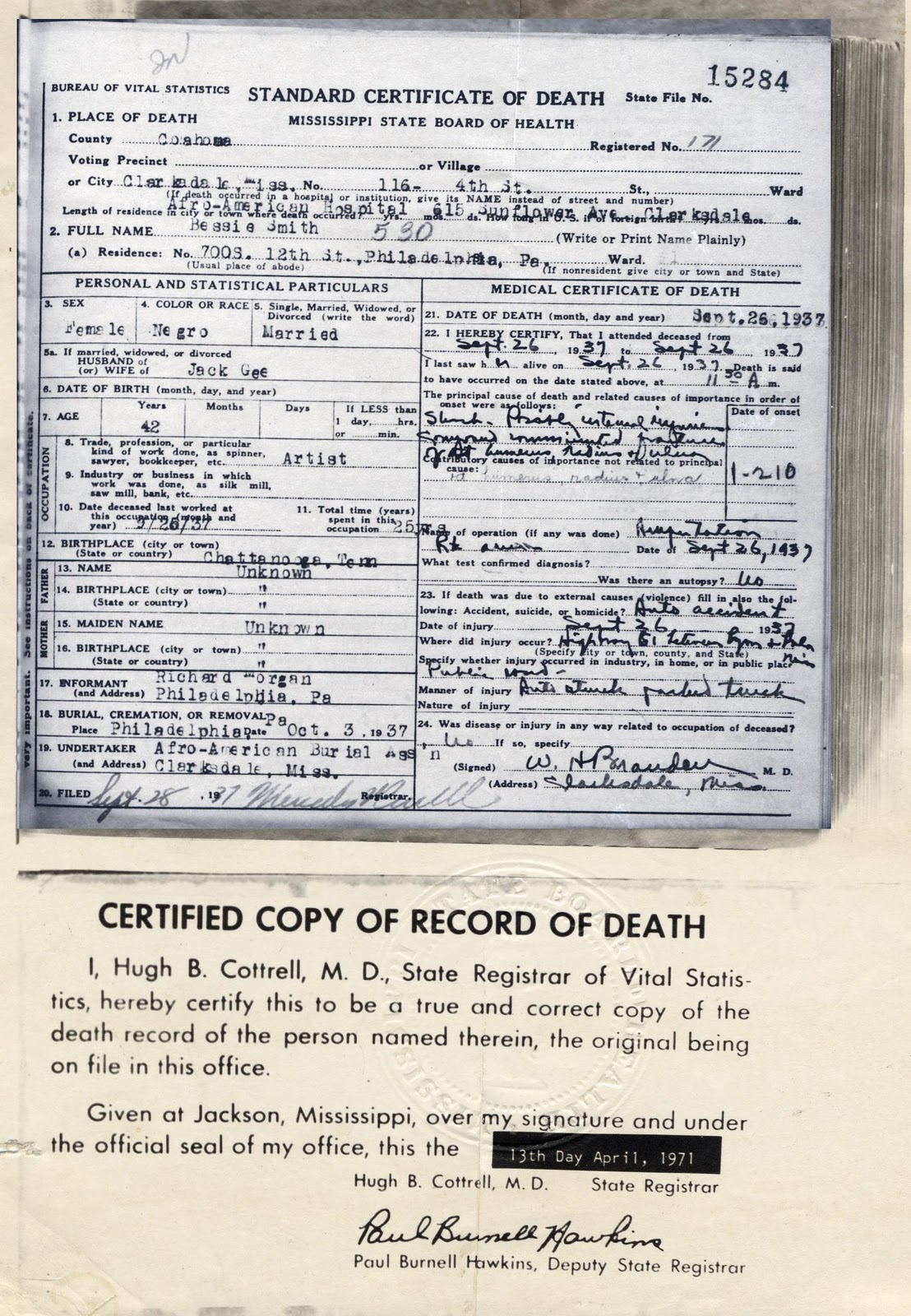
Il certificato di morte

### La morte
Bessie Smith morì tragicamente in un incidente stradale il 26 settembre 1937. L'auto su cui viaggiava urtò un camion e si ribaltò. La cantante, gravemente ferita, venne portata da un'ambulanza all'Afro American Hospital, un ospedale per afroamericani, ma le condizioni dell'artista erano apparse subito disperate. Le voci sull'omissione di soccorso per motivi razziali furono smentite da un'accurata ricostruzione dei fatti.
Il funerale svoltosi a Filadelfia vide il concorso di più di settemila persone. Purtropo la sua tomba rimase per molti anni disadorna e priva di lapide. Solo nel 1970 la Columbia, in concomitanza con la produzione di cinque album contenenti le incisioni della cantante, solamente per mere ragioni pubblicitarie, rimediò a quel torto facendo apporre una lapide in cui era scritto: «La più grande cantante di blues del mondo non smetterà mai di cantare.»

## Discografia

### Singoli e EP
- 1923 - Down Hearted Blues
- 1923 - Chicago Bound Blues / Mistreatin' Daddy
- 1923 - Whoa, Tillie, Take Your Time / My Sweetie Went Away
- 1923 - Midnight Blues/Bleeding Hearted Blues
- 1923 - Keep's On a Rainin' / ‘Tain't Nobody's Business If I Do It
- 1923 - If You Don't Know Who Will / Nobody in Town Can Bake a Sweet Jelly Roll Like Me
- 1924 - The Bye Bye Blues / Weeping Willow Blues
- 1924 - Work House Blues / House Rent Blues
- 1924 - Dying Gambler Blues / Sing Sing Prison Blues
- 1924 - Rocking Chair Blues / Sorrowful Blues
- 1925 - Careless Love Blues / Weeping Willow Blues
- 1925 - The St. Louis Blues / Col in Hand Blues
- 1925 - Florida Bound Blues / New Gulf Coast Blues
- 1925 - Reckless Blues / Sobbin' Hearted Blues
- 1926 - What's the Matter Now? / I Want Ev'ry Bit of You
- 1926 - Lonesome Desert Blues / Golden Rule Blues
- 1926 - Jazzbo Brown from Memphis Town / Squeeze Me
- 1926 - Baby Doll / The “Has Been Blues”
- 1927 - Mean Old Bed Bug Blues / A Good Man Is Hard to Find
- 1927 - Bessie Smith / Bessie Smith and Her Blue Boys - Hard Time Blues/Young Woman's Blues
- 1927 - Back Water Blues / Preachin' the Blues
- 1928 - Empty Bed Blues
- 1929 - I'm Wild About That Thing / You've Got to Give Me Some
- 1929 - Kitchen Man / I Got What It Takes (But It Breaks My Heart to Give It Away)
- 1930 - Keep It to Yourself / New Orleans Hop Scop Blues
- 1932 - Long Old Road / Shipwreck Blues
- 1933 - Nobody Knows You When You're Down and Out
- 1934 – Gimme a Pigfoot / Take Me for a Buggy Ride
- ???? - Louis Armstrong, Bessie Smith, Turk Murphy, Bix Beiderbecke - Jazzland
- ???? - Bessie Smith
- ???? - I Used to Be Your Mamma / Soft Pedal Blues
- ???? - Empress of the Blues Vol. 1
- ???? - Empress of the Blues Vol. 2
- ???? - Empress of the Blues Vol. 3
- ???? - Preachin' The Blues / Thinking Blues
- ???? - Empty Bed Blues
- ???? - The Bessie Smith Recordings Vol. 6
- ???? - Empress of the Blues
- ???? - Need a Little Sugar in My Bowl
- ???? - Bessie Smith & Clara Smith - Frosty Mornin' Blues
- ???? - Do Your Duty / I'm Down with the Dumps

### Album
- 1971 - Empty Bed Blues
- 1971 - The Empress
- 1972 - Nobody's Blues but Mine
- 1976 - Any Woman's Blues
- 1976 - The Whole “St. Louis Blues” Soundtrack Plus Rare Alternatives[14].